# Tachina ventralis
Tachina ventralis là một loài ruồi trong họ Tachinidae.